# 5e étape du Tour de France 2004
La 5e étape du Tour de France 2004 s'est déroulée le 8 juillet 2004. Le parcours mesurait 200,5 kilomètres et reliait Amiens à Chartres.

## Profil et parcours
L'étape traverse cinq départements du Bassin parisien : la Somme, l'Oise, le Val d'Oise, les Yvelines et l'Eure-et-Loir. Malgré quelques côtes, dont une seule répertoriée en 4e catégorie (le Mont des Fourches, 248 m, à 130 km de l'arrivée), ce parcours en fait une étape de plaine, en principe favorable aux sprinteurs.

## Récit
Au 16e km, Sandy Casar (FDJ), Thomas Voeckler (Brioches la Boulangère), Stuart O’Grady (Cofidis), Jakob Piil (CSC) et Magnus Bäckstedt (Alessio) prennent le large. Ces cinq coureurs ont 15 min 20 s d’avance à 100 km de l’arrivée ; le maillot jaune Lance Armstrong ne réagit pas, peut-être prêt à lâcher la tunique pour ne pas épuiser ses équipiers trop vite. Surtout, à cause d’un temps pluvieux et venteux, des chutes se produisent. Celle du 105e km envoie par terre Alessandro Petacchi, Michael Boogerd, Roberto Heras et quatre équipiers de l’US Postal (Rubiera, Azevedo, Beltrán et Noval). Les échappés en profitent, et ils ont 17 min 20 s d’avance au 135e km.
À Chartres, les échappés s'observent et Voeckler attaque. Il est rattrapé et Sandy Casar lance le sprint, mais c'est Stuart O'Grady qui remporte l'étape. Le peloton arrivant avec 12 min 33 s de retard, le mieux placé des échappés au général, le récent champion de France Thomas Voeckler endosse le maillot jaune.

## Classement de l'étape
| \| Classement de l'étape \| Classement de l'étape \| Classement de l'étape \| Classement de l'étape \| Classement de l'étape \| \| Coureur \| Coureur \| Pays \| Équipe \| Temps \| \| --------------------- \| --------------------- \| --------------------- \| ------------------------------- \| --------------------- \| \| 1er \| Stuart O'Grady \| Australie \| Cofidis-Le Crédit par Téléphone \| 5 h 05 min 58 s \| \| 2e \| Jakob Piil \| Danemark \| CSC \| + 0 s \| \| 3e \| Sandy Casar \| France \| Fdjeux.com \| + 0 s \| \| 4e \| Thomas Voeckler \| France \| Brioches La Boulangère \| + 0 s \| \| 5e \| Magnus Bäckstedt \| Suède \| Alessio-Bianchi \| + 3 s \| \| 6e \| Robbie McEwen \| Australie \| Lotto-Domo \| + 12 min 33 s \| \| 7e \| Janek Tombak \| Estonie \| Cofidis-Le Crédit par Téléphone \| + 12 min 33 s \| \| 8e \| Thor Hushovd \| Norvège \| Crédit Agricole \| + 12 min 33 s \| \| 9e \| René Haselbacher \| Autriche \| Gerolsteiner \| + 12 min 33 s \| \| 10e \| Jean-Patrick Nazon \| France \| AG2R Prévoyance \| + 12 min 33 s \| |                    |           |                                 |                 |
| |                    |           |                                 |                 |
| |                    |           |                                 |                 |
| Classement de l'étape |                    |           |                                 |                 |
| Coureur | Coureur            | Pays      | Équipe                          | Temps           |
| 1er | Stuart O'Grady     | Australie | Cofidis-Le Crédit par Téléphone | 5 h 05 min 58 s |
| 2e | Jakob Piil         | Danemark  | CSC                             | + 0 s           |
| 3e | Sandy Casar        | France    | Fdjeux.com                      | + 0 s           |
| 4e | Thomas Voeckler    | France    | Brioches La Boulangère          | + 0 s           |
| 5e | Magnus Bäckstedt   | Suède     | Alessio-Bianchi                 | + 3 s           |
| 6e | Robbie McEwen      | Australie | Lotto-Domo                      | + 12 min 33 s   |
| 7e | Janek Tombak       | Estonie   | Cofidis-Le Crédit par Téléphone | + 12 min 33 s   |
| 8e | Thor Hushovd       | Norvège   | Crédit Agricole                 | + 12 min 33 s   |
| 9e | René Haselbacher   | Autriche  | Gerolsteiner                    | + 12 min 33 s   |
| 10e | Jean-Patrick Nazon | France    | AG2R Prévoyance                 | + 12 min 33 s   |

## Classement général
À l'issue de cette cinquième étape, Thomas Voeckler récupère le maillot jaune porté par Lance Armstrong. Il le gardera pendant dix jours.
| \| Classement général \| Classement général \| Classement général \| Classement général \| Classement général \| \| Coureur \| Coureur \| Pays \| Équipe \| Temps \| \| ------------------ \| ------------------ \| ------------------ \| ------------------------------- \| ------------------ \| \| 1er \| Thomas Voeckler \| France \| Brioches La Boulangère \| 20 h 03 min 49 s \| \| 2e \| Stuart O'Grady \| Australie \| Cofidis-Le Crédit par Téléphone \| + 3 min 13 s \| \| 3e \| Sandy Casar \| France \| Fdjeux.com \| + 4 min 06 s \| \| 4e \| Magnus Bäckstedt \| Suède \| Alessio-Bianchi \| + 6 min 06 s \| \| 5e \| Jakob Piil \| Danemark \| CSC \| + 6 min 58 s \| \| 6e \| Lance Armstrong \| États-Unis \| US Postal Service-Berry Floor \| DQ \| \| 7e \| George Hincapie \| États-Unis \| US Postal Service-Berry Floor \| DQ \| \| 8e \| Floyd Landis \| États-Unis \| US Postal Service-Berry Floor \| + 9 min 51 s \| \| 9e \| José Azevedo \| Portugal \| US Postal Service-Berry Floor \| + 9 min 57 s \| \| 10e \| José Luis Rubiera \| Espagne \| US Postal Service-Berry Floor \| + 9 min 59 s \| |                   |            |                                 |                  |
| |                   |            |                                 |                  |
| |                   |            |                                 |                  |
| Classement général |                   |            |                                 |                  |
| Coureur | Coureur           | Pays       | Équipe                          | Temps            |
| 1er | Thomas Voeckler   | France     | Brioches La Boulangère          | 20 h 03 min 49 s |
| 2e | Stuart O'Grady    | Australie  | Cofidis-Le Crédit par Téléphone | + 3 min 13 s     |
| 3e | Sandy Casar       | France     | Fdjeux.com                      | + 4 min 06 s     |
| 4e | Magnus Bäckstedt  | Suède      | Alessio-Bianchi                 | + 6 min 06 s     |
| 5e | Jakob Piil        | Danemark   | CSC                             | + 6 min 58 s     |
| 6e | Lance Armstrong   | États-Unis | US Postal Service-Berry Floor   | DQ               |
| 7e | George Hincapie   | États-Unis | US Postal Service-Berry Floor   | DQ               |
| 8e | Floyd Landis      | États-Unis | US Postal Service-Berry Floor   | + 9 min 51 s     |
| 9e | José Azevedo      | Portugal   | US Postal Service-Berry Floor   | + 9 min 57 s     |
| 10e | José Luis Rubiera | Espagne    | US Postal Service-Berry Floor   | + 9 min 59 s     |

## Classements annexes
| Classement par points | Classement par points | Classement par points | Classement par points | Classement par points |
| Coureur               | Coureur               | Pays                  | Équipe                | Points                |
| --------------------- | --------------------- | --------------------- | --------------------- | --------------------- |
| 1er                   | Robbie McEwen         | Australie             | Lotto-Domo            | 113 pts               |
| 2e                    | Jean-Patrick Nazon    | France                | AG2R Prévoyance       | 101 pts               |
| 3e                    | Jaan Kirsipuu         | Estonie               | AG2R Prévoyance       | 88 pts                |
| 4e                    | Thor Hushovd          | Norvège               | Crédit Agricole       | 88 pts                |
| 5e                    | Danilo Hondo          | Allemagne             | Gerolsteiner          | 87 pts                |

| Classement par points | Classement par points | Classement par points | Classement par points | Classement par points |
| Coureur               | Coureur               | Pays                  | Équipe                | Points                |
| --------------------- | --------------------- | --------------------- | --------------------- | --------------------- |
| 1er                   | Robbie McEwen         | Australie             | Lotto-Domo            | 113 pts               |
| 2e                    | Jean-Patrick Nazon    | France                | AG2R Prévoyance       | 101 pts               |
| 3e                    | Jaan Kirsipuu         | Estonie               | AG2R Prévoyance       | 88 pts                |
| 4e                    | Thor Hushovd          | Norvège               | Crédit Agricole       | 88 pts                |
| 5e                    | Danilo Hondo          | Allemagne             | Gerolsteiner          | 87 pts                |

| Classement de la montagne | Classement de la montagne | Classement de la montagne | Classement de la montagne       | Classement de la montagne |
| Coureur                   | Coureur                   | Pays                      | Équipe                          | Points                    |
| ------------------------- | ------------------------- | ------------------------- | ------------------------------- | ------------------------- |
| 1er                       | Paolo Bettini             | Italie                    | Quick Step-Davitamon            | 19 pts                    |
| 2e                        | Janek Tombak              | Estonie                   | Cofidis-Le Crédit par Téléphone | 14 pts                    |
| 3e                        | Jens Voigt                | Allemagne                 | CSC                             | 9 pts                     |
| 4e                        | Bram de Groot             | Pays-Bas                  | Rabobank                        | 7 pts                     |
| 5e                        | Sandy Casar               | France                    | Fdjeux.com                      | 3 pts                     |

| Classement de la montagne | Classement de la montagne | Classement de la montagne | Classement de la montagne       | Classement de la montagne |
| Coureur                   | Coureur                   | Pays                      | Équipe                          | Points                    |
| ------------------------- | ------------------------- | ------------------------- | ------------------------------- | ------------------------- |
| 1er                       | Paolo Bettini             | Italie                    | Quick Step-Davitamon            | 19 pts                    |
| 2e                        | Janek Tombak              | Estonie                   | Cofidis-Le Crédit par Téléphone | 14 pts                    |
| 3e                        | Jens Voigt                | Allemagne                 | CSC                             | 9 pts                     |
| 4e                        | Bram de Groot             | Pays-Bas                  | Rabobank                        | 7 pts                     |
| 5e                        | Sandy Casar               | France                    | Fdjeux.com                      | 3 pts                     |

| Classement du meilleur jeune | Classement du meilleur jeune | Classement du meilleur jeune | Classement du meilleur jeune | Classement du meilleur jeune |
| Coureur                      | Coureur                      | Pays                         | Équipe                       | Temps                        |
| ---------------------------- | ---------------------------- | ---------------------------- | ---------------------------- | ---------------------------- |
| 1er                          | Thomas Voeckler              | France                       | Brioches La Boulangère       | 20 h 03 min 49 s             |
| 2e                           | Sandy Casar                  | France                       | Fdjeux.com                   | + 4 min 06 s                 |
| 3e                           | Matthias Kessler             | Allemagne                    | T-Mobile                     | + 10 min 49 s                |
| 4e                           | Tom Boonen                   | Belgique                     | Quick Step-Davitamon         | + 11 min 37 s                |
| 5e                           | Fabian Cancellara            | Suisse                       | Fassa Bortolo                | + 12 min 00 s                |

| Classement du meilleur jeune | Classement du meilleur jeune | Classement du meilleur jeune | Classement du meilleur jeune | Classement du meilleur jeune |
| Coureur                      | Coureur                      | Pays                         | Équipe                       | Temps                        |
| ---------------------------- | ---------------------------- | ---------------------------- | ---------------------------- | ---------------------------- |
| 1er                          | Thomas Voeckler              | France                       | Brioches La Boulangère       | 20 h 03 min 49 s             |
| 2e                           | Sandy Casar                  | France                       | Fdjeux.com                   | + 4 min 06 s                 |
| 3e                           | Matthias Kessler             | Allemagne                    | T-Mobile                     | + 10 min 49 s                |
| 4e                           | Tom Boonen                   | Belgique                     | Quick Step-Davitamon         | + 11 min 37 s                |
| 5e                           | Fabian Cancellara            | Suisse                       | Fassa Bortolo                | + 12 min 00 s                |

| Classement par équipes | Classement par équipes        | Classement par équipes | Classement par équipes |
| Équipe                 | Équipe                        | Pays                   | Temps                  |
| ---------------------- | ----------------------------- | ---------------------- | ---------------------- |
| 1re                    | CSC                           | Danemark               | 58 h 05 min 51 s       |
| 2e                     | Alessio-Bianchi               | Italie                 | + 2 min 04 s           |
| 3e                     | Brioches La Boulangère        | France                 | + 3 min 16 s           |
| 4e                     | Fdjeux.com                    | France                 | + 6 min 12 s           |
| 5e                     | US Postal Service-Berry Floor | États-Unis             | + 10 min 41 s          |

| Classement par équipes | Classement par équipes        | Classement par équipes | Classement par équipes |
| Équipe                 | Équipe                        | Pays                   | Temps                  |
| ---------------------- | ----------------------------- | ---------------------- | ---------------------- |
| 1re                    | CSC                           | Danemark               | 58 h 05 min 51 s       |
| 2e                     | Alessio-Bianchi               | Italie                 | + 2 min 04 s           |
| 3e                     | Brioches La Boulangère        | France                 | + 3 min 16 s           |
| 4e                     | Fdjeux.com                    | France                 | + 6 min 12 s           |
| 5e                     | US Postal Service-Berry Floor | États-Unis             | + 10 min 41 s          |